# Gran Premi del Brasil del 2008
La cursa del Gran Premi de Brasil de Fórmula 1 ha estat la divuitena i última cursa de la temporada 2008 i s'ha disputat a l'Autòdrom Jose Carlos Pace, el 2 de novembre del 2008.

## Qualificació per la graella de sortida
| Pos | No | Pilot                | Constructor           | Part 1   | Part 2   | Part 3   | Pos. final |
| --- | -- | -------------------- | --------------------- | -------- | -------- | -------- | ---------- |
| 1   | 2  | Felipe Massa         | Ferrari               | 1:11.830 | 1:11.875 | 1:12.368 | 1          |
| 2   | 11 | Jarno Trulli         | Toyota                | 1:12.226 | 1:12.107 | 1:12.737 | 2          |
| 3   | 1  | Kimi Räikkönen       | Ferrari               | 1:12.083 | 1:11.950 | 1:12.825 | 3          |
| 4   | 22 | Lewis Hamilton       | McLaren - Mercedes    | 1:12.213 | 1:11.856 | 1:12.830 | 4          |
| 5   | 23 | Heikki Kovalainen    | McLaren - Mercedes    | 1:12.366 | 1:11.768 | 1:12.917 | 5          |
| 6   | 5  | Fernando Alonso      | Renault               | 1:12.214 | 1:12.090 | 1:12.967 | 6          |
| 7   | 15 | Sebastian Vettel     | Toro Rosso - Ferrari  | 1:12.390 | 1:11.845 | 1:13.082 | 7          |
| 8   | 3  | Nick Heidfeld        | BMW Sauber            | 1:12.371 | 1:12.026 | 1:13.297 | 8          |
| 9   | 14 | Sébastien Bourdais   | Toro Rosso - Ferrari  | 1:12.498 | 1:12.075 | 1:14.105 | 9          |
| 10  | 12 | Timo Glock           | Toyota                | 1:12.223 | 1:11.909 | 1:14.230 | 10         |
| 11  | 6  | Nelson Piquet Jr.    | Renault               | 1:12.348 | 1:12.137 |          | 11         |
| 12  | 10 | Mark Webber          | Red Bull - Renault    | 1:12.409 | 1:12.289 |          | 12         |
| 13  | 4  | Robert Kubica        | BMW Sauber            | 1:12.381 | 1:12.300 |          | 13         |
| 14  | 9  | David Coulthard      | Red Bull - Renault    | 1:12.690 | 1:12.717 |          | 14         |
| 15  | 17 | Rubens Barrichello   | Honda                 | 1:12.548 | 1:13.139 |          | 15         |
| 16  | 8  | Kazuki Nakajima      | Williams - Toyota     | 1:12.800 |          |          | 16         |
| 17  | 16 | Jenson Button        | Honda                 | 1:12.810 |          |          | 17         |
| 18  | 7  | Nico Rosberg         | Williams - Toyota     | 1:13.002 |          |          | 18         |
| 19  | 21 | Giancarlo Fisichella | Force India - Ferrari | 1:13.426 |          |          | 19         |
| 20  | 20 | Adrian Sutil         | Force India - Ferrari | 1:13.508 |          |          | 20         |

## Cursa
| Pos | No | Pilot                | Constructor           | Voltes | Temps / Retirada | Graella | Punts |
| --- | -- | -------------------- | --------------------- | ------ | ---------------- | ------- | ----- |
| 1   | 2  | Felipe Massa         | Ferrari               | 71     | 1: 34' 11. 435   | 1       | 10    |
| 2   | 5  | Fernando Alonso      | Renault               | 71     | + 13.298 s       | 6       | 8     |
| 3   | 1  | Kimi Räikkönen       | Ferrari               | 71     | + 16.235 s       | 3       | 6     |
| 4   | 15 | Sebastian Vettel     | Toro Rosso - Ferrari  | 71     | + 38.011 s       | 7       | 5     |
| 5   | 22 | Lewis Hamilton       | McLaren - Mercedes    | 71     | + 38.907 s       | 4       | 4     |
| 6   | 12 | Timo Glock           | Toyota                | 71     | + 44.368 s       | 10      | 3     |
| 7   | 23 | Heikki Kovalainen    | McLaren - Mercedes    | 71     | + 55.074 s       | 5       | 2     |
| 8   | 11 | Jarno Trulli         | Toyota                | 71     | + 1' 08.433 min. | 2       | 1     |
| 9   | 10 | Mark Webber          | Red Bull - Renault    | 71     | + 1' 19.666 min. | 12      |       |
| 10  | 3  | Nick Heidfeld        | BMW Sauber            | 70     | + 1 Volta        | 8       |       |
| 11  | 4  | Robert Kubica        | BMW Sauber            | 70     | + 1 Volta        | 13      |       |
| 12  | 7  | Nico Rosberg         | Williams - Toyota     | 70     | + 1 Volta        | 18      |       |
| 13  | 16 | Jenson Button        | Honda                 | 70     | + 1 Volta        | 17      |       |
| 14  | 14 | Sébastien Bourdais   | Toro Rosso - Ferrari  | 70     | + 1 Volta        | 9       |       |
| 15  | 17 | Rubens Barrichello   | Honda                 | 70     | + 1 Volta        | 15      |       |
| 16  | 20 | Adrian Sutil         | Force India - Ferrari | 69     | + 2 Voltes       | 20      |       |
| 17  | 8  | Kazuki Nakajima      | Williams - Toyota     | 69     | + 2 Voltes       | 16      |       |
| 18  | 21 | Giancarlo Fisichella | Force India - Ferrari | 69     | + 2 Voltes       | 19      |       |
| Ret | 6  | Nelson Piquet Jr.    | Renault               | 0      | Col·lisió        | 11      |       |
| Ret | 9  | David Coulthard      | Red Bull - Renault    | 0      | Col·lisió        | 14      |       |

## Altres
- Pole: Felipe Massa 1: 12. 368

- Volta ràpida: Felipe Massa 1' 13. 736 (a la volta 36)

- Lewis Hamilton ha conquistat el títol de campió del món avançant a l'última revolta Timo Glock i assolint el cinquè lloc que li donava els punts necessaris per conquerir el títol.

- Ha estat l'últim GP per David Coulthard.

| Anterior G.P.: Gran Premi de la Xina del 2008 | FIA 2008 Fórmula 1 Campionat mundial | Següent G.P.: Gran Premi d'Austràlia del 2009 |
| Anterior G.P.: Gran Premi de Brasil del 2007  | Gran Premi de Brasil                 | Següent G.P.: Gran Premi de Brasil del 2009   |